# Coördinerend Orgaan Invasieve Exoten
Het Nederlandse Coördinerend orgaan Invasieve Exoten (COIE) zou in 2007 worden opgericht door het  
ministerie van Landbouw, Natuur en Voedselkwaliteit. De belangrijkste taak van het COIE zou het gevraagd en ongevraagd adviseren van het ministerie over de aanpak van invasieve soorten zijn. Op het laatste moment werd echter van een speciaal orgaan afgezien.
Het coördinerend orgaan zou zich richten op de volgende taken:
- Meldpunt voor exoten (voor nieuwe vondsten) als onderdeel van de taak bij de bewustwording bij burgers en organisaties te creëren over de mogelijke risico's van exoten.
- Centraal informatiepunt ten behoeve van een op te zetten en te onderhouden signaleringsnetwerk.
- Risicoanalyses uitgevoeren bij nieuwe signaleringen.
- Preventie- en bestrijdingsadviezen geven. Bestrijding ondersteunen en onderzoek initiëren naar milieuvriendelijke bestrijdingstechnieken.
- Communicatie en voorlichting over exoten en benodigde maatregelen geven in afstemming met de uitvoerder(s) van de maatregelen.